# 下馬站
下馬站（日语：／ Geba eki */?）是位於宮城縣多賀城市下馬二丁目13番1號，東日本旅客鐵道（JR東日本）的仙石線車站。
月台中間位置是多賀城市和鹽竈市的邊界。車站事務所位於多賀城市一方。

## 歷史
- 1932年（昭和7年）8月1日：宮城電氣鐵道（日语：宮城電気鉄道）車站啟用。
- 1944年（昭和19年）5月1日：宮城電氣鐵道被國有化，成為運輸通信省車站。
- 1976年（昭和51年）4月20日 ：跨線橋落成，站內平交道停用。
- 1987年（昭和62年）4月1日：伴隨國鐵分割民營化，車站由東日本旅客鐵道（JR東日本）營運[1]。
- 2003年（平成15年）
  - 1月30日：引入自動閘機。
  - 10月26日：此站開始可以使用IC卡「Suica」[2]。
- 2012年（平成24年）4月1日：由直營車站（多賀城站所屬的下馬站在勤）變為業務委託車站（東北綜合服務）。

## 車站構造
此站是地面車站，設有2面2線的相對式月台。兩月台之間設有跨線橋連接。此站較早進行無障礙化進程，於跨線橋上設有升降機。
此站由多賀城站管理的業務委託車站，委托了JR東日本東北綜合服務負責車站業務。此站沒有綠色窗口，設有POS終端。此站設有自動售票機和自動閘機。

### 月台
| 月台 | 路線    | 上下行 | 方向                       |
| ---- | ------- | ------ | -------------------------- |
| 1    | ■仙石線 | 上行   | 仙台、青葉通方向           |
| 2    | ■仙石線 | 下行   | 本鹽釜、松島海岸、石卷方向 |

參考

## 使用狀況
根據「JR東日本」和「多賀城市統計書」，2019年度（令和元年度）1日平均乘車人次為3,773人。當中，在2011年度（平成23年度），當於受到東日本大震災影響，因此沒有發表數據。
| 乘車人次變化       | 乘車人次變化     | 乘車人次變化           |
| 年度               | 1日平均 乘車人次 | 參考資料               |
| ------------------ | ---------------- | ---------------------- |
| 2000年（平成12年） | 3,657            | [ JR 2 ] [ 多賀城 2 ]  |
| 2001年（平成13年） | 3,567            | [ JR 3 ] [ 多賀城 2 ]  |
| 2002年（平成14年） | 3,436            | [ JR 4 ] [ 多賀城 2 ]  |
| 2003年（平成15年） | 3,483            | [ JR 5 ] [ 多賀城 2 ]  |
| 2004年（平成16年） | 3,503            | [ JR 6 ] [ 多賀城 2 ]  |
| 2005年（平成17年） | 3,547            | [ JR 7 ] [ 多賀城 2 ]  |
| 2006年（平成18年） | 3,529            | [ JR 8 ] [ 多賀城 2 ]  |
| 2007年（平成19年） | 3,560            | [ JR 9 ] [ 多賀城 2 ]  |
| 2008年（平成20年） | 3,580            | [ JR 10 ] [ 多賀城 2 ] |
| 2009年（平成21年） | 3,493            | [ JR 11 ] [ 多賀城 2 ] |
| 2010年（平成22年） | 3,364            | [ JR 12 ] [ 多賀城 2 ] |
| 2011年（平成23年） |                  |                        |
| 2012年（平成24年） | 3,540            | [ JR 13 ] [ 多賀城 1 ] |
| 2013年（平成25年） | 3,626            | [ JR 14 ] [ 多賀城 1 ] |
| 2014年（平成26年） | 3,641            | [ JR 15 ] [ 多賀城 1 ] |
| 2015年（平成27年） | 3,790            | [ JR 16 ] [ 多賀城 1 ] |
| 2016年（平成28年） | 3,791            | [ JR 17 ] [ 多賀城 1 ] |
| 2017年（平成29年） | 3,803            | [ JR 18 ] [ 多賀城 1 ] |
| 2018年（平成30年） | 3,762            | [ JR 19 ]              |
| 2019年（令和元年） | 3,773            | [ JR 1 ]               |

## 車站周邊
- JR東北本線鹽釜站
- 國道45號
- 下馬郵局
- 鹽釜花立郵局
- 坂綜合醫院（日语：坂総合病院）
- 宮城縣多賀城高等學校（日语：宮城県多賀城高等学校）

## 相鄰車站
東日本旅客鐵道（JR東日本）
■仙石線
多賀城－下馬－西鹽釜

## 注腳

### 使用狀況
JR東日本
1. 1 2  . 東日本旅客鉄道.   [2020-07-12]. （原始内容存档于2020-07-10） （日语）.
2. ↑  . 東日本旅客鉄道.   [2020-08-16]. （原始内容存档于2020-05-12） （日语）.
3. ↑  . 東日本旅客鉄道.   [2020-08-16]. （原始内容存档于2020-05-12） （日语）.
4. ↑  . 東日本旅客鉄道.   [2020-08-16]. （原始内容存档于2020-05-12） （日语）.
5. ↑  . 東日本旅客鉄道.   [2020-08-16]. （原始内容存档于2020-05-12） （日语）.
6. ↑  . 東日本旅客鉄道.   [2020-08-16]. （原始内容存档于2020-05-12） （日语）.
7. ↑  . 東日本旅客鉄道.   [2020-08-16]. （原始内容存档于2020-05-12） （日语）.
8. ↑  . 東日本旅客鉄道.   [2020-08-16]. （原始内容存档于2020-05-12） （日语）.
9. ↑  . 東日本旅客鉄道.   [2020-08-16]. （原始内容存档于2020-05-12） （日语）.
10. ↑  . 東日本旅客鉄道.   [2020-08-16]. （原始内容存档于2020-05-12） （日语）.
11. ↑  . 東日本旅客鉄道.   [2020-08-16]. （原始内容存档于2020-05-12） （日语）.
12. ↑  . 東日本旅客鉄道.   [2020-08-16]. （原始内容存档于2020-05-12） （日语）.
13. ↑  . 東日本旅客鉄道.   [2020-08-16]. （原始内容存档于2020-08-20） （日语）.
14. ↑  . 東日本旅客鉄道.   [2020-08-16]. （原始内容存档于2020-08-28） （日语）.
15. ↑  . 東日本旅客鉄道.   [2020-08-16]. （原始内容存档于2020-05-12） （日语）.
16. ↑  . 東日本旅客鉄道.   [2020-08-16]. （原始内容存档于2020-05-12） （日语）.
17. ↑  . 東日本旅客鉄道.   [2020-08-16]. （原始内容存档于2020-05-12） （日语）.
18. ↑  . 東日本旅客鉄道.   [2020-08-16]. （原始内容存档于2020-05-25） （日语）.
19. ↑  . 東日本旅客鉄道.   [2019-07-18]. （原始内容存档于2019-07-05） （日语）.

多賀城市統計書
1. 1 2 3 4 5 6 7   (PDF). 平成29年度版統計書. 多賀城市. 2017  [2019-02-07]. （原始内容存档 (PDF)于2019-02-07） （日语）.
2. 1 2 3 4 5 6 7 8 9 10 11   (PDF). 平成22年度版統計書. 多賀城市. 2010  [2019-02-07]. （原始内容存档 (PDF)于2019-02-07） （日语）.

## 外部連結
- 車站資訊（下馬）：東日本旅客鐵道（日語）